# Alessandro Tonelli
Alessandro Tonelli (ur. 29 maja 1992 w Brescii) – włoski kolarz szosowy.

## Osiągnięcia
Opracowano na podstawie:
2009
- 1. miejsce w Trofeo Emilio Paganessi

2018
- 1. miejsce na 4. etapie Tour of Croatia

2021
- 3. miejsce w Grand Prix Alanya

## Rankingi
| Rok             | 2012 | 2013 | 2014 | 2015 | 2016  | 2017  | 2018  | 2019  | 2020  | 2021  | 2022 | 2023 | 2024 |
| --------------- | ---- | ---- | ---- | ---- | ----- | ----- | ----- | ----- | ----- | ----- | ---- | ---- | ---- |
| World Ranking   |      |      |      |      | 1667. | 2070. | 1126. | 2327. | 1342. | 1111. | 809. | 330. | 414. |
| UCI Europe Tour | 735. | 712. | 984. | -    | 1111. | 1564. | 707.  | 1493. | 1021. | 825.  | 608. | -    | -    |
|                 |      |      |      |      |       |       |       |       |       |       |      |      |      |
| Źródło: UCI     |      |      |      |      |       |       |       |       |       |       |      |      |      |